# Alan Rusbridger
Alan Charles Rusbridger, né le 29 décembre 1953 à Lusaka en Rhodésie du Nord (actuellement Zambie), est journaliste britannique. Il est rédacteur en chef du quotidien britannique, The Guardian, puis principal du Lady Margaret Hall de l'université d'Oxford de 2015 à 2021.

## Biographie
Né en 1953, d'ascendance allemande, dans le protectorat britannique de Rhodésie du Nord (actuelle Zambie), la famille Rusbridger rentre au Royaume-Uni alors qu'il est âgé de cinq ans. Il étudie la littérature anglaise au Magdalene College à l'université de Cambridge. Après l'obtention de son diplôme, il travaille durant trois ans au Cambridge Evening News,.
Il siège depuis 2020 au conseil de surveillance de Facebook.

### The Guardian
Rusbridger est recruté par le quotidien britannique The Guardian.
En tant que rédacteur en chef du Guardian, Alan Rusbridger a pris la décision, en août 2013, de détruire les disques durs contenant les informations divulguées au journal par Edward Snowden, plutôt que de se conformer à une demande du gouvernement britannique de rendre les données. En décembre 2013, il témoigne devant une commission parlementaire chargée des affaires intérieures. Il défend la décision de publier une série d'articles grâce aux documents fournis par Snowden. En décembre 2014, Rusbridger annonce son départ du Guardian. L'année suivante, il est remplacé par Katharine Viner.

### Lady Margaret Hall
Il est principal de Lady Margaret Hall de 2015 à 2021.

## Publications
- (en) The Guardian Year, édité Alan Rusbridger, 1994  (ISBN 1-85702-265-3)
- (en) The Coldest Day in the Zoo, 2004  (ISBN 0-14-131745-0)
- (en) The Wildest Day at the Zoo, 2005  (ISBN 0-14-131933-X)
- (en) The Smelliest Day at the Zoo, 2007  (ISBN 0-14-132068-0)
- (en) Play It Again: Why Amateurs Should Attempt the Impossible, 2012  (ISBN 0224093770)

## Distinctions
En 2014, Rusbridger reçoit l'European Press Prize (en) pour « sa persistance et son courage » dans la publication des révélations d'Edward Snowden.
La même année, il reçoit avec Edward Snowden, l'award d'honneur du Prix Nobel alternatif (Right Livelihood Award).
Rusbridger reçoit un doctorat honoris causa de l'université de Lincoln en 2009, de l'université Kingston en 2010, et l'université d'Oslo en 2014.